# 霍姆加登斯 (加利福尼亞州)
霍姆加登斯（英語：Home Gardens）是位於美國加利福尼亞州河濱縣的一個人口普查指定地區。

## 地理
霍姆加登斯的座標為33°52′46″N 117°30′43″W / 33.87944°N 117.51194°W，而該地最高點為海拔高度204米（即669英尺）。

## 人口
根據2010年美國人口普查的數據，霍姆加登斯的面積為4.030平方千米，均為陸地。當地共有人口11570人，而人口密度為每平方千米2,870人。